# Cuenta atrás (serie de televisión)
Cuenta atrás es una serie de televisión producida por Globomedia para la cadena española Cuatro, que la emitió entre el 8 de mayo de 2007 y el 1 de mayo de 2008. Después de 29 capítulos y dos temporadas, la cadena decidió no renovarla, tras un progresivo descenso en sus índices de audiencia.

## Argumento
Esta serie policiaca se centra en el trabajo de una brigada de policía que se enfrenta a casos en los que las situaciones límites están a la orden del día. Cada capítulo comienza con el final de la trama que ofrece, o un momento clave de la misma, para retroceder inmediatamente hasta el principio y mostrar su desarrollo paso a paso, en el que hay lugar para giros y vueltas de tuercas, mientras el reloj corre hacia atrás en su imparable marcha.

## Reparto

### Personajes principales
- Pablo Ruiz Corso (Dani Martín): inspector jefe de la Unidad 7 de la Policía Judicial. De carácter temerario, toma iniciativas sin medir las consecuencias y se deja llevar por sus impulsos, especialmente cuando las cosas no van como él quiere, despreciando las rutinas y los métodos policiales. Conflictivo y con tendencia a buscarse problemas en el pasado, la muerte de su madre y el encarcelamiento de su padre le hacen madurar de golpe, convirtiéndose con la ayuda de su mentor Vázquez en uno de los mejores policías de la Brigada.
- Mario Arteta (Álex González): el miembro más sensato y responsable de la Unidad 7. Reflexivo y metódico, es de carácter totalmente opuesto al de Corso, aunque no por ello deje de ser su mejor amigo. Es un policía modélico, aunque muy introvertido y tímido.
- Leonor «Leo» Marín (Bárbara Lennie): inspectora lista y exigente amante de los retos, aunque consciente de sus propias limitaciones. Le cuesta reconocer sus errores y pedir perdón, y se deja llevar con facilidad por sus prejuicios, aunque es muy eficaz. Es una mujer de acción y siempre directa.
- Rocío Oleguer (Teresa Hurtado de Ory): subinspectora, es una chica positiva y optimista aunque se decante más por la comunicación por delante de la acción. Es tolerante y con gran respeto por el género humano, muy coqueta y con tendencia a usar el humor inteligente.
- Juan Molina (José Ángel Egido): miembro de la Unidad 7, dotado de gran experiencia y sabiduría. Uno de los hombres de confianza de Corso, quien requiere en ocasiones de su veteranía y su mano con los delincuentes.

### Personajes secundarios o relevantes
- José Manuel Vázquez (Manuel Tejada): policía retirado, antecesor de Corso al frente de la Unidad 7, con quien tiene una relación casi paternal, y gran amigo de su padre. Sus consejos le serán valiosos al nuevo inspector jefe para resolver algunos de los casos más complicados.
- Requena (Mariano Llorente): el estricto superior de Corso, sus distintos modos de llevar a cabo los operativos les provocan más de un enfrentamiento, especialmente cuando este actúa por su propia cuenta y a sus espaldas, algo que le desquicia; aun así confía plenamente en la eficiencia de Corso y de su equipo.

## Capítulos y audiencias
Los datos y fechas corresponden al estreno de la serie en España a través de Cuatro. Los datos de audiencia corresponden a TN Sofres
| Temporada | Temporada | Episodios | Estreno             | Final               | Audiencia media | Audiencia media   | Audiencia media |
| Temporada | Temporada | Episodios | Estreno             | Final               | Espectadores    | Cuota de pantalla |                 |
| --------- | --------- | --------- | ------------------- | ------------------- | --------------- | ----------------- | --------------- |
|           | 1         | 13        | 8 de mayo de 2007   | 22 de julio de 2007 | 1.612.000       | 11,5%             |                 |
|           | 2         | 16        | 10 de enero de 2008 | 1 de mayo de 2008   | 1.119.000       | 7,4%              |                 |
| Total     | Total     | 29        | 2007                | 2008                | 1.365.000       | 9,4%              |                 |

| Cap.              | Título                                                        | Fecha      | Audiencia media                                     |
| ----------------- | ------------------------------------------------------------- | ---------- | --------------------------------------------------- |
| PRIMERA TEMPORADA |                                                               |            |                                                     |
| 1.01              | Bosque del Olvido, 18:40 horas                                | 08/05/2007 | 2.829.000 espectadores y 18.2% de cuota de pantalla |
| 1.02              | Océano Atlántico, aguas jurisdiccionales de Togo, 07:14 horas | 08/05/2007 | 1.604.000 espectadores y 19.4% de cuota de pantalla |
| 1.03              | Unidad 7 Policía Judicial, 13:35 horas                        | 15/05/2007 | 2.344.000 espectadores y 16% de cuota de pantalla   |
| 1.04              | Mercado Puerta de Toledo, 18:35 horas                         | 22/05/2007 | 2.060.000 espectadores y 13,7% de cuota de pantalla |
| 1.05              | La Perla, 18:16 horas                                         | 29/05/2007 | 2.217.000 espectadores y 14,3% de cuota de pantalla |
| 1.06              | Club Ipanema, 23:11 horas                                     | 03/06/2007 | 1.332.000 espectadores y 8,1% de cuota de pantalla  |
| 1.07              | Carnicería Rivas, 22:15 horas                                 | 10/06/2007 | 1.294.000 espectadores y 8% de cuota de pantalla    |
| 1.08              | Finca Secret Valley, 23:15 horas                              | 17/06/2007 | 1.401.000 espectadores y 9% de cuota de pantalla    |
| 1.09              | Bus Línea 629, 07:43 horas                                    | 24/06/2007 | 1.401.000 espectadores y 9,8% de cuota de pantalla  |
| 1.10              | Instituto Bretón, 9:23 horas                                  | 01/07/2007 | 1.197.000 espectadores y 8,4% de cuota de pantalla  |
| 1.11              | Antiguo matadero de Navalafuente, 15:35 horas                 | 08/07/2007 | 1.164.000 espectadores y 8,5% de cuota de pantalla  |
| 1.12              | Cementerio de Rascafría 16.05 horas                           | 15/07/2007 | 1.119.000 espectadores y 8,5% de cuota de pantalla  |
| 1.13              | Cementerio de la Paz, 11:30 horas                             | 22/07/2007 | 995.000 espectadores y 7,4% de cuota de pantalla    |
| SEGUNDA TEMPORADA |                                                               |            |                                                     |
| 2.01              | Camino de Canencia, 10:10 horas                               | 10/01/2008 | 1.495.000 espectadores y 8,2% de cuota de pantalla  |
| 2.02              | Lago Castiviejo, 22:45 horas                                  | 17/01/2008 | 1.254.000 espectadores y 6,8% de cuota de pantalla  |
| 2.03              | Plus Bank, Agencia 17, 08:29 horas                            | 24/01/2008 | 1.231.000 espectadores y 6,9% de cuota de pantalla  |
| 2.04              | Cala Toix, 10:05 horas                                        | 31/02/2008 | 1.262.000 espectadores y 6,8% de cuota de pantalla  |
| 2.05              | Calle Héroes del 2 de mayo, 20:31 horas                       | 07/02/2008 | 1.135.000 espectadores y 6,4% de cuota de pantalla  |
| 2.06              | Cafetería El Alto, 15:42 horas                                | 14/02/2008 | 1.105.000 espectadores y 5,9% de cuota de pantalla  |
| 2.07              | Granja Brigante, 18:23 horas                                  | 21/02/2008 | 1.582.000 espectadores y 8,6% de cuota de pantalla  |
| 2.08              | Turner Guilford Knight Prison Center, 20:59 horas             | 28/02/2008 | 1.273.000 espectadores y 7,5% de cuota de pantalla  |
| 2.09              | Calle de Orfeo y Eurídice, 2, 21:38 horas                     | 06/03/2008 | 1.098.000 espectadores y 6,1% de cuota de pantalla  |
| 2.10              | Colegio Público Isaac Albéniz, 13:52 horas                    | 13/03/2008 | 1.297.000 espectadores y 7,3% de cuota de pantalla  |
| 2.11              | Antigua fábrica de cerveza, 20:06 horas                       | 27/03/2008 | 1.475.000 espectadores y 8,1% de cuota de pantalla  |
| 2.12              | Antiguos almacenes de Sepu, 20:32 horas                       | 03/04/2008 | 811.000 espectadores y 7,7% de cuota de pantalla    |
| 2.13              | Sanatorio mental del doctor Zepeda, 19:31 horas               | 09/04/2008 | 752.000 espectadores y 6,9% de cuota de pantalla    |
| 2.14              | Cañada del muerto, 18:07 horas                                | 16/04/2008 | 578.000 espectadores y 6,8% de cuota de pantalla    |
| 2.15              | Calle Virgen de las Angustias 88, 19:47 horas                 | 24/04/2008 | 821.000 espectadores y 9,4% de cuota de pantalla    |
| 2.16              | Desguace Jiménez, 18:10 horas                                 | 01/05/2008 | 737.000 espectadores y 8,6% de cuota de pantalla    |

## Emisión en otros medios
La serie se emitió en el canal Cuatro series que fue emitido a través de Digital + Móvil.

### Extranjero
La serie se ha estrenado en numerosos países tanto la original como adaptaciones de la misma. En Rusia, Ucrania, Armenia, Azerbaiyán, Bielorrusia, Estonia, Kazajistán, Georgia, Kirguistán, Letonia, Moldavia, Tayikistán, Turkmenistán, Lituania y Uzbekistán por el canal FOX Crime y, anteriormente, en Canadá (series +), Serbia (AXN), Italia (FOX, Cielo), Francia (TF1) y diferentes canales de televisión de países de Hispanoamérica. En 2010 se estrenó la versión alemana llamada Countdown con bastante éxito en el canal RTL.